# Polypodiopteris proavita
Polypodiopteris proavita là một loài thực vật có mạch trong họ Polypodiaceae. Loài này được (Copel.) C.F. Reed miêu tả khoa học đầu tiên năm 1948.